# مارتي فيرهوف
مارتي فيرهوف (بالهولندية: Maartje Verhoef)‏ (مواليد 5 سبتمبر 1997) هي عارضة أزياء هولندية.